# Дуглас, Данбар, 4-й граф Селкирк
Данбар Гамильтон Дуглас, 4-й граф Селкирк (англ. Dunbar Hamilton Douglas, 4th Earl of Selkirk; 1 декабря 1722 — 24 июня 1799) — шотландский пэр.

## Происхождение и образование

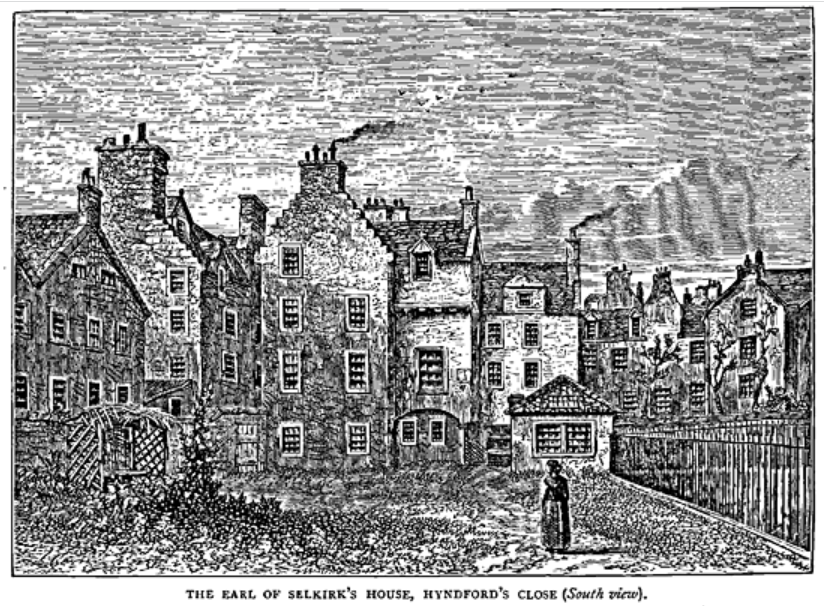
Дом 4-го графа Селкирка на Хайндфордс-Клоуз в Эдинбурге

Родился 1 декабря 1722 года под именем — Данбар Гамильтон, позднее он принял имя Данбар Дуглас после того, как стал графом Селкирком в 1744 году. Старший сын политика Бэзила Гамильтона (1696—1742) и Изабеллы Маккензи (? — 1725).
Его дедушкой и бабушкой по материнской линии были Элизабет (урожденная Патерсон) Маккензи (дочь Кеннета Маккензи из Садди) и полковник Александр Маккензи (сын Кеннета Маккензи, 4-го графа Сифорта). Его дедушкой и бабушкой по отцовской линии был лорд Бэзил Гамильтон (шестой сын Уильяма Гамильтона, герцога Гамильтона, и Энн Гамильтон, герцогини Гамильтон).
Он учился в Университете Глазго с 1739 года, находясь под большим влиянием Фрэнсиса Хатчесона, профессора моральной философии. В 1745 году ему была присвоена почетная степень доктора гражданского права.

## Карьера
В 1742 году Данбар Дуглас жил в особняке на Хайндфордс-Клоуз, к югу от Королевской Мили в Эдинбурге.
Лорд Селкирк был сторонником правительства во время Якобитского восстания 1745 года. Он был ректором Университета Глазго с 1766 по 1768 год. Он служил лордом-лейтенантом Кирккадбрайта, а в 1787—1799 годах — шотландским пэром-представителем в Палате лордов Великобритании.
3 декабря 1744 года после смерти Джона Гамильтона, 3-го графа Селкирка (1664—1744), Данбар Дуглас унаследовал титул 4-го графа Селкирка (Пэрство Шотландии) и 4-го лорда Дэра и Шортклеуча (Пэрство Шотландии).

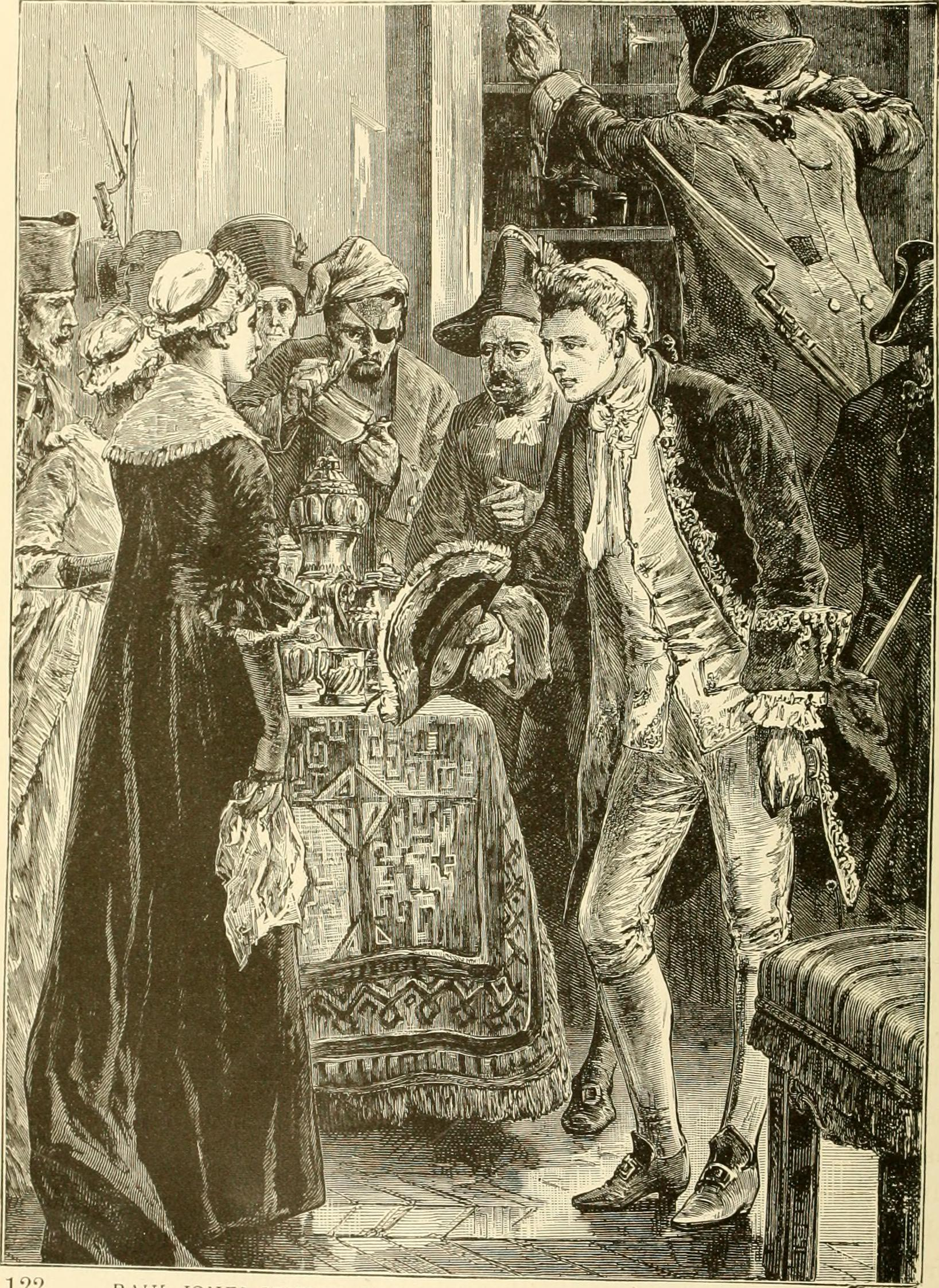
Джон Пол Джонс забирает серебро леди Селкирк

В 1778 году, во время Войны за независимость США, лорд Селкирк стал целью набега Джона Пола Джонса, который служил в Континентальном флоте. Джонс высадил свой корабль «Рейнджер», на берегу острова Сент-Мэрис, намереваясь похитить графа. Найдя дома только графиню и семью, его люди вместо этого скрылись с серебром из дома.
В 1782 году он стал членом радикального Общества конституционной информации.
В 1785 году он был избран членом Королевского общества Эдинбурга. Его кандидатуру предлагали Дугалд Стюарт, Джеймс Хаттон и Адам Смит.
Лорд Селкирк скончался 24 июня 1799 года в своей резиденции на Джордж-стрит в Эдинбурге и был похоронен в Холирудском аббатстве.

## Семья
3 декабря 1758 года лорд Селкирк женился на Хелен Гамильтон (ок. 1738 — 28 ноября 1802), дочери достопочтенного Джона Гамильтона и Маргарет Хоум, и внучке Томаса Гамильтона, графа Хаддингтона. У него было семь сыновей и четыре дочери:
- Шолто Бэзил Дуглас (3 сентября 1759 — 4 июля 1760), умерший в младенчестве
- Бэзил Уильям Дуглас, лорд Дэр (16 марта 1760 — 9 ноября 1794), умерший неженатым от туберкулеза.
- Джон Дуглас, лорд Дэр (24 мая 1765 — 9 июля 1797)
- Достопочтенный Данбар Дуглас (9 июля 1766 — 29 октября 1796), коммандер Королевского флота
- Достопочтенный Александр Дуглас (12 декабря 1767 — 24 июня 1794), капитан 38-го пехотного полка
- Леди Хелен Гамильтон Дуглас (ок. 1768 — 12 июля 1837), вышедшая замуж за сэра Джеймса Холла, 4-го баронета[8].
- Достопочтенный Дэвид Дуглас (5 сентября 1769 — 7 мая 1770), умерший в детстве.
- Томас Дуглас, 5-й граф Селкирк (20 июня 1771 — 8 апреля 1820), в 1807 году он женился на Джин Уэддерберн-Колвилл
- Леди Элизабет Дуглас (до 1789 — 28 октября 1814), в 1804 году она вышла замуж за сэра Джеймса Монтгомери, 2-го баронета.
- Леди Кэтрин Дуглас (до 1790 — 31 марта 1848), в 1815 году она вышла азмуж за Джона Халкетта, сына сэра Джона Уэддерберна Халкетта, 4-го баронета.